# Voralpreuss
Die Voralpreuss ist ein etwa siebeneinhalb Kilometer langer, linker und nordwestlicher  Zufluss der Göschener Reuss in der Gemeinde Göschenen im Kanton Uri.

## Geographie

### Verlauf
Im Tal der Voralp, einem linken Seitental des Göschenentals, entspringt der Bach von am Hangfirn unterhalb des Stucklistocks. 
Er nimmt Bäche von weiteren Gletschern auf, z. B. vom Brunnenfirn und dem Flachensteinfirn östlich unter dem Sustenhorn – mit dem Schiessend Bach – sowie eine Gruppe von Bächen unter dem Hoch Horefellistock. Das Auengebiet im unteren Alpbereich umfasst zwischen Felsblöcken Bachläufe, Sand- und Kiesbänke und Flachmoore. 
Beim Weiler Wiggen, 4,5 km westlich von Göschenen, erreicht die Voralpreuss die Göschener Reuss.

### Einzugsgebiet
Das 25,19 km² grosse Einzugsgebiet der Voralpreuss liegt in den Urner Alpen und wird durch sie über die  Göschener Reuss, die Reuss, die Aare und den Rhein zur Nordsee entwässert.
Es besteht zu 5,1 % aus bestockter Fläche, zu 6,1 % aus Landwirtschaftsfläche und zu 88,8 % aus unproduktiven Flächen.
Die Flächenverteilung
Die mittlere Höhe des Einzugsgebietes beträgt 2500,9 m ü. M., die minimale Höhe liegt bei 1333 m ü. M. und die maximale Höhe bei 3462 m ü. M.

### Zuflüsse
- Schiessendbach (rechts), 1,7 km, 1,29 km²
- Horefellibach (rechts), 2,1 km, 2,19 km²
- Spicherribichelen (links), 1,7 km
- Mittwald-Couloir (Bach) (links), 1,2 km
- Hirtlislaui (links), 0,9 km
- Wiggenchehle (rechts), 1,1 km

## Hydrologie

### Abflusswerte
Bei der Mündung der Voralpreuss in die Göschener Reuss beträgt ihre modellierte mittlere Abflussmenge (MQ) 1,65 m³/s. Ihr Abflussregimetyp ist b-glaciaire und ihre Abflussvariabilität beträgt 11.

### Hochwasser
Im August 1987 verwüstete ein Hochwasserereignis nach Starkregen das Tal.

## Nutzung
Das Wasser der Voralpreuss wird zum Teil von einer Wasserfassung zwischen den Alpstufen Horefelli und Bodmen durch einen 1960 gebauten Zuleitungsstollen von 3,9 km Länge in den Göscheneralpsee geleitet, um vom Kraftwerk Göschenen genutzt zu werden.
Das Tal wird mit extensiver Alpwirtschaft genutzt und ist im Alpinsport bekannt dank der weit hinten im Tal nahe an der Voralpreuss liegenden Voralphütte des Schweizer Alpen-Clubs SAC. Die erste Hütte errichtete die SAC-Sektion Uto 1891 an diesem Standort. Nach Erweiterungen im Lauf der Zeit baute die Sektion 1989 die von einer Lawine zerstörte Hütte neu auf.